# Condado de DuPage
O Condado de DuPage (em inglês:  DuPage County) é um dos 102 condados do estado americano do Illinois. A sede do condado é Wheaton e sua maior cidade é Naperville. Foi fundado em 9 de fevereiro de 1839. Faz parte da região metropolitana de Chicago.
O condado possui uma área de 871 km², dos quais 848 km² estão cobertos por terra e 23 km² por água, uma população de 916 924 habitantes, e uma densidade populacional de 1 081 hab/km² (segundo o censo nacional de 2010). É o segundo condado mais populoso do Illinois.